# Heteronychus
Genre
Heteronychus est un genre d'insectes coléoptères de la famille des Scarabaeidae.

## Liste d'espèces
Selon Catalogue of Life (26 mai 2014) :
- Heteronychus abyssinicus
- Heteronychus amplipennis
- Heteronychus amplus
- Heteronychus andersoni
- Heteronychus annulatus
- Heteronychus approximans
- Heteronychus arator
- Heteronychus ascanius
- Heteronychus atratus
- Heteronychus basilewskyi
- Heteronychus bituberculatus
- Heteronychus brittoni
- Heteronychus carvalhoi
- Heteronychus citernii
- Heteronychus congoensis
- Heteronychus consimilis
- Heteronychus cordatus
- Heteronychus costatus
- Heteronychus cricetus
- Heteronychus curtulus
- Heteronychus desaegeri
- Heteronychus digitiformis
- Heteronychus fossor
- Heteronychus impudens
- Heteronychus infans
- Heteronychus inoportunus
- Heteronychus insignificus
- Heteronychus intermedius
- Heteronychus jacki
- Heteronychus krombeini
- Heteronychus licas
- Heteronychus lioderes
- Heteronychus lusingae
- Heteronychus minimus
- Heteronychus minutus
- Heteronychus mollis
- Heteronychus monodi
- Heteronychus mosambicus
- Heteronychus muticus
- Heteronychus paolii
- Heteronychus parumpunctatus
- Heteronychus parvus
- Heteronychus pauperatus
- Heteronychus plebejus
- Heteronychus puerilis
- Heteronychus puncticollis
- Heteronychus punctolineatus
- Heteronychus pygidialis
- Heteronychus rusticus
- Heteronychus sabackyi
- Heteronychus sacchari
- Heteronychus similis
- Heteronychus simulans
- Heteronychus sublaevis
- Heteronychus tenuestriatus
- Heteronychus tesari
- Heteronychus tristis
- Heteronychus vixstriatus
- Heteronychus wittei

Selon NCBI (26 mai 2014) :
- Heteronychus arator
- Heteronychus lioderes